# Маріо Голек
Ма́ріо Го́лек (чеськ. Mário Holek, *28 жовтня 1986, Брно) — чеський футболіст, колишній півзахисник дніпропетровського «Дніпра». Гравець збірної Чехії.
Вихованець школи футбольного клубу «Брно», кольори якого згодом захищав протягом 2004—2007 років. Перейшов до «Дніпра» під час зимового міжсезоння сезону 2007-08. Виступає здебільшого на позиції опорного півзахисника.
У вищій лізі чемпіонату України дебютував 2 березня 2008 року у матчі «Дніпро» — «Динамо» (0:4).

## Титули і досягнення
- Чемпіон Чехії (1):

«Спарта»: 2013-14
- Володар кубка Чехії (1):

«Спарта»: 2013-14
- Володар Суперкубка Чехії (1):

«Спарта»: 2014